# Véronique Mang
Pour les articles homonymes, voir Mang.
Véronique Mang est une athlète française née le 15 décembre 1984 à Douala au Cameroun. Elle est spécialiste du 100 et du 200 mètres. Licenciée à l'Entente Franconville Césame Val d'Oise, elle remporte la médaille de bronze du relais 4 × 100 mètres lors des Jeux olympiques de 2004. Arrivée en France lors de son enfance, elle a été officiellement naturalisée française en 2002.

## Carrière
Elle débute l'athlétisme à l'âge de neuf ans au club de Saint-Maur où elle s'entraîne avec l'ancien sprinteur Aldo Canti. En 2000, lors d'un stage, la Camerounaise établit le temps de 11 s 39 sur 100 m, soit un centième de moins que le record de France cadet. Éloignée des stades d'athlétisme durant près de deux ans à la suite d'un claquage aux ischios-jambiers survenu en 2000, puis une rupture du tendon du genou en 2001, Véronique Mang poursuit ses études et obtient la nationalité française en 2002. Elle rejoint cette même année l'INSEP sous la direction de Pierre Bonvin et devient championne de France junior du 100 et du 200 m. Sélectionnée pour les Championnats d'Europe juniors de Tampere, en Finlande, la Française se classe deuxième du 100 m derrière la Bulgare Ivet Lalova, et obtient par ailleurs le titre continental du relais 4 × 100 m.
Vice-championne de France en salle du 200 m en début de saison 2004, la native de Douala participe aux Jeux olympiques d'Athènes. Elle est éliminée en quart de finale du 100 m après avoir amélioré son record personnel dès le premier tour avec 11 s 24. Elle se distingue ensuite dans l'épreuve du relais 4 × 100 m en remportant la médaille de bronze olympique aux côtés de Muriel Hurtis, Sylviane Félix et Christine Arron. L'équipe de France, qui établit le temps de 42 s 54, s'incline face à la Jamaïque et à la Russie.
Elle remporte deux médailles d'or lors des Jeux méditerranéens de 2005, s'imposant sur 100 m et au titre du relais 4 × 100 m. En 2006, Véronique Mang devient championne de France du 100 m avec le temps de 11 s 31. Lors des Championnats d'Europe de Göteborg, elle s'incline en demi-finale du 100 m et se qualifie pour la finale du 4 × 100 m où l'équipe de France doit abandonner à la suite de la blessure d'Adrianna Lamalle, la troisième relayeuse.
En 2010, Véronique Mang remporte le 100 m des Championnats d'Europe par équipes de Bergen où elle établit un nouveau record de la compétition en 11 s 23 (+2,4 m/s). Alignée dès le lendemain sur 4 × 100 m, elle se classe deuxième de l'épreuve aux côtés de Lina Jacques-Sébastien, Muriel Hurtis-Houairi et Johanna Danois, s'inclinant face à l'équipe de Russie.
Elle remporte la médaille d'argent du 100 m à l'occasion des championnats d'Europe de Barcelone en 11 s 11 (record personnel), à un centième de l'Allemande Verena Sailer (11 s 10). Le lendemain, elle remporte une seconde médaille d'argent avec le relais 4 × 100 m (Soumaré/Mang/Jacques-Sébastien/Arron).

### Saison 2011
Elle améliore son ancien record personnel en salle sur 60 mètres (7 s 21), réalisé lors des Championnats de France en salle de 2010 où elle avait fini juste derrière Myriam Soumaré dans le même centième pourtant, en signant un chrono de 7 s 19 début 2011. Elle finit seconde en 7 s 23 du 60 mètres derrière Soumaré lors des Championnats de France en salle le 19 février 2011 à Aubière. 
Arrivée avec la 4e performance européenne sur 60 m lors des championnats d'Europe en salle de Paris, Véronique termine seconde de sa série (7 s 27) et de sa demi-finale (7 s 20). Cependant, en finale, elle ne s'empare que de la sixième place en 7 s 22, devant Myriam Soumaré dans une course remportée par Olesya Povh.
Elle devient une nouvelle fois championne de France sur 100 m le 29 juillet 2011 à Albi en 11 s 11 (record personnel égalé), réalisant ainsi les minimas pour les Championnats du monde à Daegu.
Lors des Mondiaux de Daegu, elle est éliminée en demi-finale du 100 m avec un temps de 11 s 44 et termine au pied du podium en finale du relais 4 x 100 m (42 s 70)

### Retraite (2016)
Elle annonce sur Instagram sa retraite sportive le 15 décembre 2016.

## Palmarès

### International
| Date | Compétition                       | Lieu      | Résultat | Épreuve   | Temps   |
| ---- | --------------------------------- | --------- | -------- | --------- | ------- |
| 2003 | Championnats d'Europe juniors     | Tampere   | 2e       | 100 m     | 11 s 56 |
| 2003 | Championnats d'Europe juniors     | Tampere   | 1re      | 4 × 100 m | 44 s 60 |
| 2004 | Jeux olympiques                   | Athènes   | qf       | 100 m     | 11 s 24 |
| 2004 | Jeux olympiques                   | Athènes   | 3e       | 4 × 100 m | 42 s 54 |
| 2005 | Jeux méditerranéens               | Almería   | 1re      | 100 m     | 11 s 44 |
| 2005 | Jeux méditerranéens               | Almería   | 1re      | 4 x 100 m | 43 s 75 |
| 2005 | Jeux de la Francophonie           | Niamey    | 1re      | 100 m     | 11 s 40 |
| 2005 | Jeux de la Francophonie           | Niamey    | 1re      | 4 x 100 m | 44 s 61 |
| 2006 | Championnats d'Europe             | Göteborg  | sf       | 100 m     | 11 s 49 |
| 2006 | Championnats d'Europe             | Göteborg  | finale   | 4 x 100 m | DNF     |
| 2006 | Finale mondiale                   | Stuttgart | 8e       | 100 m     | 11 s 30 |
| 2010 | Championnats du monde en salle    | Doha      | sf       | 60 m      | 7 s 28  |
| 2010 | Championnats d'Europe par équipes | Bergen    | 1re      | 100 m     | 11 s 23 |
| 2010 | Championnats d'Europe par équipes | Bergen    | 2e       | 4 x 100 m | 43 s 47 |
| 2010 | Championnats d'Europe             | Barcelone | 2e       | 100 m     | 11 s 11 |
| 2010 | Championnats d'Europe             | Barcelone | finale   | 200 m     | DQ      |
| 2010 | Championnats d'Europe             | Barcelone | 2e       | 4 x 100 m | 42 s 45 |
| 2011 | Championnats d'Europe en salle    | Paris     | 6e       | 60 m      | 7 s 22  |
| 2011 | Championnats d'Europe par équipes | Stockholm | 1re      | 100 m     | 11 s 23 |
| 2011 | Championnats d'Europe par équipes | Stockholm | 5e       | 4 x 100 m | 43 s 65 |
| 2011 | Championnats du monde             | Daegu     | sf       | 100 m     | 11 s 44 |
| 2011 | Championnats du monde             | Daegu     | 4e       | 4 x 100 m | 42 s 70 |
| 2012 | Jeux olympiques                   | Londres   | séries   | 100 m     | 11 s 41 |

### National
- Championne de France du 100 m en 2006 et 2010, 2011 et 2015
- Vice-Championne de France sur 60 m (2010) et (2011)
- Vice-Championne de France sur 200 m en salle (2004)
- Championne de France Junior sur 100 m et 200 m (2003)
- Championne de France Cadette sur 60 m et 100 m (2000)
- Championne de France Minime sur 150 m (1999)

## Records
| Épreuve | Épreuve   | Performance | Lieu           | Date                            |
| ------- | --------- | ----------- | -------------- | ------------------------------- |
| 60 m    | En salle  | 7 s 19      | Metz           | 25 février 2011                 |
| 100 m   | Plein air | 11 s 11     | Barcelone Albi | 29 juillet 2010 29 juillet 2011 |
| 200 m   | Plein air | 22 s 92     | Genève         | 12 juin 2004                    |
| 200 m   | En salle  | 23 s 68     | Eaubonne       | 6 février 2004                  |

## Distinctions
- Chevalier de l'ordre national du Mérite (décret du 24 septembre 2004)